# Parnassius charltonius
Espèce
Parnassius charltonius ou Apollon royal est une espèce d'insectes lépidoptères de la famille des Papilionidae, de la sous-famille des Parnassiinae et du genre Parnassius.

## Dénomination
Parnassius charltonius a été décrit par George Robert Gray en 1853.

### Nom vernaculaire
Parnassius charltonius se nomme Regal Apollo en anglais.

### Sous-espèces
- Parnassius charltonius charltonius

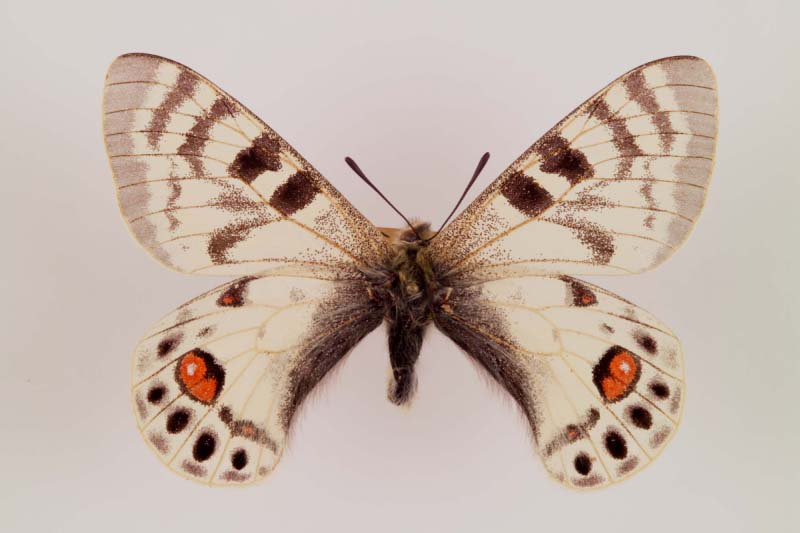
Parnassius charltonius mâle

- Parnassius charltonius anjuta Stshetkin, Kaabak & Stshetkina, 1987
- Parnassius charltonius bryki Haude
- Parnassius charltonius corporaali Bryk
- Parnassius charltonius ljudmilae Stshetkin & Kaabak, 1985
- Parnassius charltonius mistericus Kaabak, Sotshivko & Titov, 1996
- Parnassius charltonius romanovi Grum-Grshimailo, 1885
- Parnassius charltonius vaporosus Avinoff, 1913
- Parnassius charltonius voigti O. Bang-Haas
- Parnassius charltonius wernickei ; Wyatt, 1961[1].

## Description
Parnassius charltonius est un papillon blanc marqué de beige avec aux ailes postérieures une ligne submarginale d'ocelles surmontée d'une bande de marques de couleur rouge.

## Biologie
Parnassius charltonius a un cycle bisannuel.

### Période de vol et hivernation
Parnassius charltonius vole de mi-juillet à septembre.

### Plantes hôtes
Les plantes hôtes sont des Corydalis, herbacées annuelles ou vivaces de la famille des Fumariacées, Corydalis gortschakovi et Corydalis stricta. 

## Écologie et distribution
Parnassius charltonius est présent en Afghanistan, au Tadjikistan, au Pakistan, dans le Nord de l'Inde, au Tibet et en Chine,.

### Biotope
Parnassius charltonius réside en montagne entre 3 400 m et 4 200 m.

### Protection
Seule la forme nominale est protégée en Inde.